# Європейська ліберальна молодь
Європе́йська лібера́льна мо́лодь (LYMEC) — це міжнародне молодіжне об'єднання Європи, засноване у 1976 році як молодіжний рух, що поширює ліберальні цінності серед молоді Європи та є молодіжним крилом Альянсу лібералів і демократів за Європу.
LYMEC об'єднує понад 210 тисяч молодих учасників (91 організація) з 39 країн Європи. З 2007 року членом LYMEC є ВМГО «Європейська молодь України», послідовно пройшовши від організації-спостерігача й асоційованого члена, до повноправного членства у Європейській ліберальній молоді.
У 2025 році LYMEC був визнаний «небажаною організацією» на території Росії.

## Представники України
Осінню 2007 року, Всеукраїнська молодіжна громадська організація Європейська молодь України стала організацією зі статусом спостерігача (observer member) у Європейській ліберальній молоді (LYMEC). 13 жовтня 2012 року, у Софії, Болгарія, Конгрес Європейської ліберальної молоді прийняв Європейську молодь України на правах асоційованого члена (associate member) до спільноти. У 2013 році, 16 листопада в Бухаресті, Румунія, ВМГО Європейська молодь України стала повноправним членом (full member) Європейської ліберальної молоді.
У жовтні 2017 року неурядова організація Ліберально-демократична ліга України стала асоційованим членом Європейської ліберальної молоді. Рішення було ухвалено на осінньому Конгресі об'єднання, що проходив у Софії, Болгарія.